# The Bright Shawl

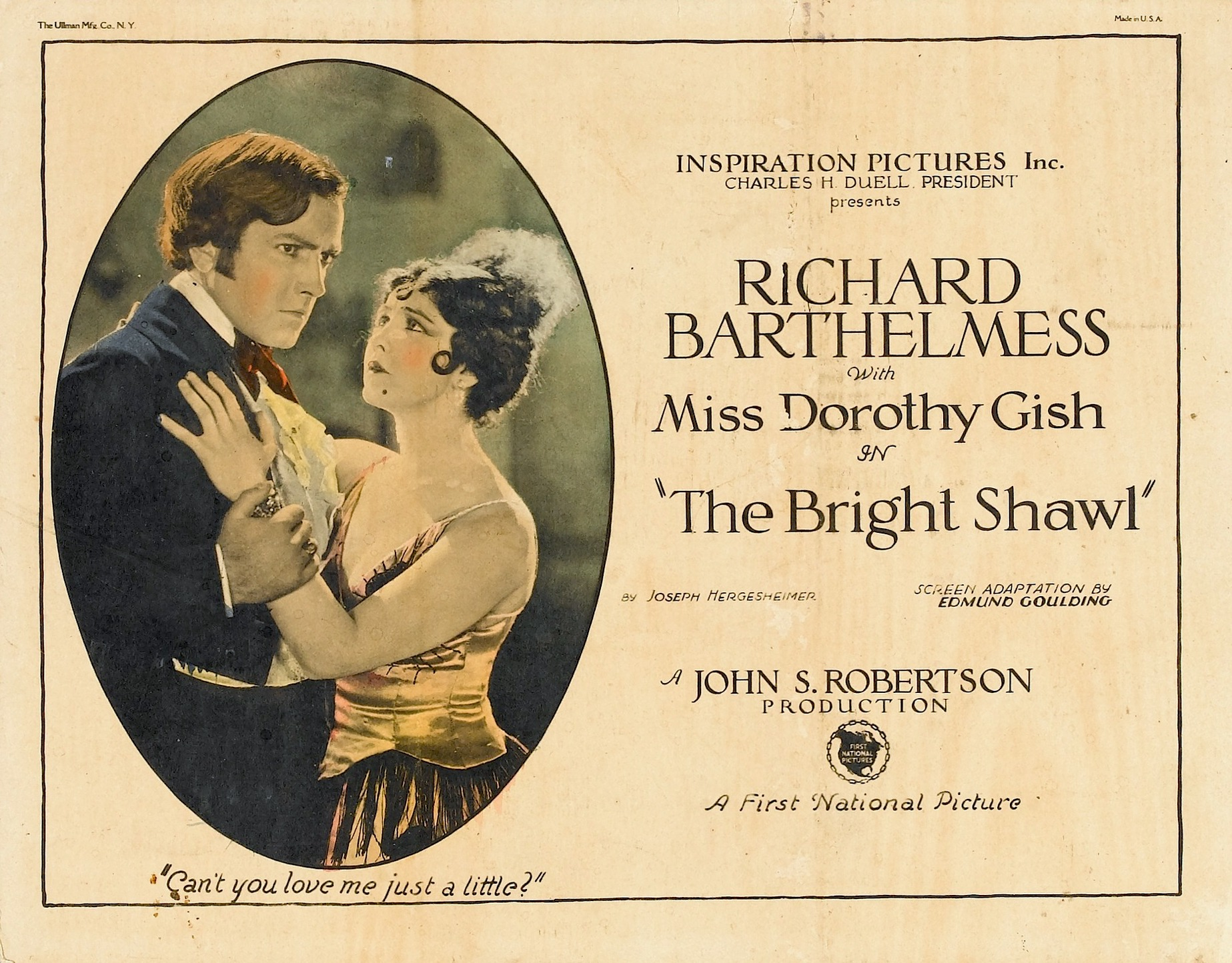
Póster de la película

The Bright Shawl es una 1923 película muda de drama histórico estadounidense dirigido por John S. Robertson, y producida y protagonizanda por Richard Barthelmess. Esta película, basada la novela de Joseph Hergesheimer, tuvo varios días de filmación en locaciones de Cuba. Es la primera aparición fílmica  de Edward G. Robinson (acreditado como E.G. Robinson).

## Trama
En siglo XIX, un estadounidense visita Cuba con una amigo se mezcla con el movimiento independentista de la isla contra el dominio español.

## Reparto
- Richard Barthelmess como Charles Abbott
- Dorothy Gish como La Clavel
- Jetta Goudal como La Pilar
- William Powell como Gaspar De Vaca
- Mary Astor como Narcissa Escobar
- George Beranger como Andre Escobar (acreditado como Andre Beranger)
- Edward G. Robinson como Domingo Escobar (acreditado como E.G. Robinson)
- Margaret Seddon como Carmencita Escobar
- Anders Randolf como el Capitán Cesar Y Santacilla
- Luis Alberni como Vincente Escobar, el hermano de Andre
- George Humbert como Jaime Quintara
- Julian Rivero como soldado (sin acreditar)

## Preservación
Una copia de The Brigth Shawl sobrevive en el UCLA Película y Archivo Televisivo.